# Ingrid Bonde
Ingrid Anne-Sofie Åkesson Bonde, född Åkesson 27 december 1959 i Botkyrka församling, Stockholms län, är en svensk grevinna, företagsledare och före detta ämbetsman. Hon var
styrelseordförande i Alecta mellan 2019 och 2023. Hon var mellan 2012 och 2016 finansdirektör och vice koncernchef  CFO, på Vattenfall. Hon har tidigare varit VD på AMF pension.

## Biografi
Bonde tog civilekonomexamen vid Handelshögskolan i Stockholm 1982. Efter två år på First Chicago Bank i USA arbetade hon 1984-1987 på Riksgäldskontoret och sedan 1987-1996 på SAS, från 1991 som finanschef. 1996 kom hon åter till Riksgäldskontoret och blev 1998 dess överdirektör.
År 2002 fick Bonde i uppdrag att utreda hur Finansinspektionens roll skulle stärkas. Strax därefter utsågs hon till generaldirektör för Finansinspektionen (FI), en post hon innehade 2003-2008. Den 29 maj 2008 meddelades att hon hade rekryterats som VD till AMF Pension. På grund av "karantänsregler" för FI som tillsynsmyndighet för finansmarknaden innebar detta att hon omedelbart var tvungen att lämna FI. Under en övergångsperiod till det nya VD-jobbet var hon därför anställd i Regeringskansliet, och Erik Saers blev tillförordnad generaldirektör för FI.
Under Bondes tid på Finansinspektionen fick hon stor uppmärksamhet för myndighetens beslut kring den så kallade Carnegieaffären. I september 2007 ålades Carnegie att byta ut sin verkställande ledning och styrelse samt att betala 50 miljoner kronor i böter.
Bonde invaldes 2009 som ledamot av Ingenjörsvetenskapsakademien.
År 2015 mottog hon H.M. Konungens medalj i guld, 12 storleken, i Serafimerordens band av kung Carl XVI Gustaf för framstående insatser inom svenskt näringsliv och förvaltning .

### Familj
Ingrid Bonde är gift med greve Gösta Bonde af Björnö.